# Davidson Don Tengo Jabavu
Davidson Don Tengo Jabavu (Koning Willemstad, 20 oktober 1885 – Oos-Londen (Oost-Kaap), 3 augustus 1959) was een Zuid-Afrikaanse zwarte hoogleraar talen, schrijver en politiek activist. Hij was de oudste zoon van John Tengo Jabavu, redacteur van de eerste krant in een zwarte taal in Zuid-Afrika, het Xhosa.

## Biografie
Jabavu studeerde aan het Lovedale Sendinginstituut in Kaapstad, het Morija-opleidingscollege in Lesotho en het Opleidingsinstituut van Colwyn Bay in Wales. Na het behalen van een bachelorgraad aan de Universiteit van Londen en een onderwijscertificaat aan de Universiteit van Birmingham werd hij in 1916 de eerste zwarte hoogleraar aan de Universiteit van Fort Hare en doceerde hij talen.
Hij bleef meer dan dertig jaar aan en richtte onder meer een zwarte onderwijzersvereniging op die gericht was op het verbeteren van landbouwmethoden, het benadrukken van de waarde van handarbeid en het bevorderen van interraciale samenwerking.
Hij was president van de All-Africa Convention (AAC), die gekant was tegen de segregatiewetten die in 1936 door de regering van James Barry Munnik Hertzog werden aangenomen.
In 1954 werd hem een eredoctoraat toegekend door de Rhodes-universiteit.